# کاظم‌کلا
کاظم‌کلا، روستایی است از توابع شهرستان عباس اباد در استان مازندران ایران.

## جمعیت
این روستا در دهستان لنگارود قرار دارد و براساس سرشماری مرکز آمار ایران در سال ۱۳۸۵، جمعیت آن ۴۹۵ نفر (۱۴۰خانوار) بوده‌است. مردم کاظم کلا از قومیت طبری هستند مردم کاظم کلا به زبان طبری (مازندرانی) سخن می‌گویند.